# Llista de programes i missions de l'Agència Espacial Europea
L'Agència Espacial Europea (ESA) opera diverses missions, tant operatives com científiques, incloent col·laboracions amb altres administracions espacials nacionals, com ara la japonesa JAXA, la francesa CNES, l'italiana ASI Agenzia Spaziale Italiana, l'alemanya DLR, l'estatunidenca NASA, i la xinesa CNSA. La seva cartera de missions també inclou moltes missions col·laboracions publicoprivades, algunes dels quals amb operadors de satèl·lits europeus com EUMETSAT, Eutelsat, i Inmarsat.
Una de les bases de la Directriu Científica de l'ESA és el programa Cosmic Vision, una sèrie de missions de ciència espacial escollides per l'ESA per llançar mitjançant competicions, similar als programes Discovery i New Frontiers de la NASA. Segueixen els programes Horizon 2000 i Horizon 2000+ que va llançar missions notables com la Huygens, Rosetta i Gaia. Cada missió de ciències espacials es divideix en dues categories: "Sol i Sistema Solar", missions que estudien el sistema solar, i "Astrofísica", missions que estudien l'astronomia interestel·lar. Un programa operatiu de manera similar es va centrar en l'observació de la Terra, conegut com a Living Planet Programme, ha llançat diversos "Earth Explorers" (exploradors terrestres) com el GOCE i Swarm, que serveixen en moltes formes de geociència individualment. Algunes missions de l'ESA també s'han llançat i operat fora d'un programa canònic, com és el cas de missions com ara Giotto, Ulysses, i Mars Express.

## Programes científics

### Horizon 2000
Missions Cornerstone

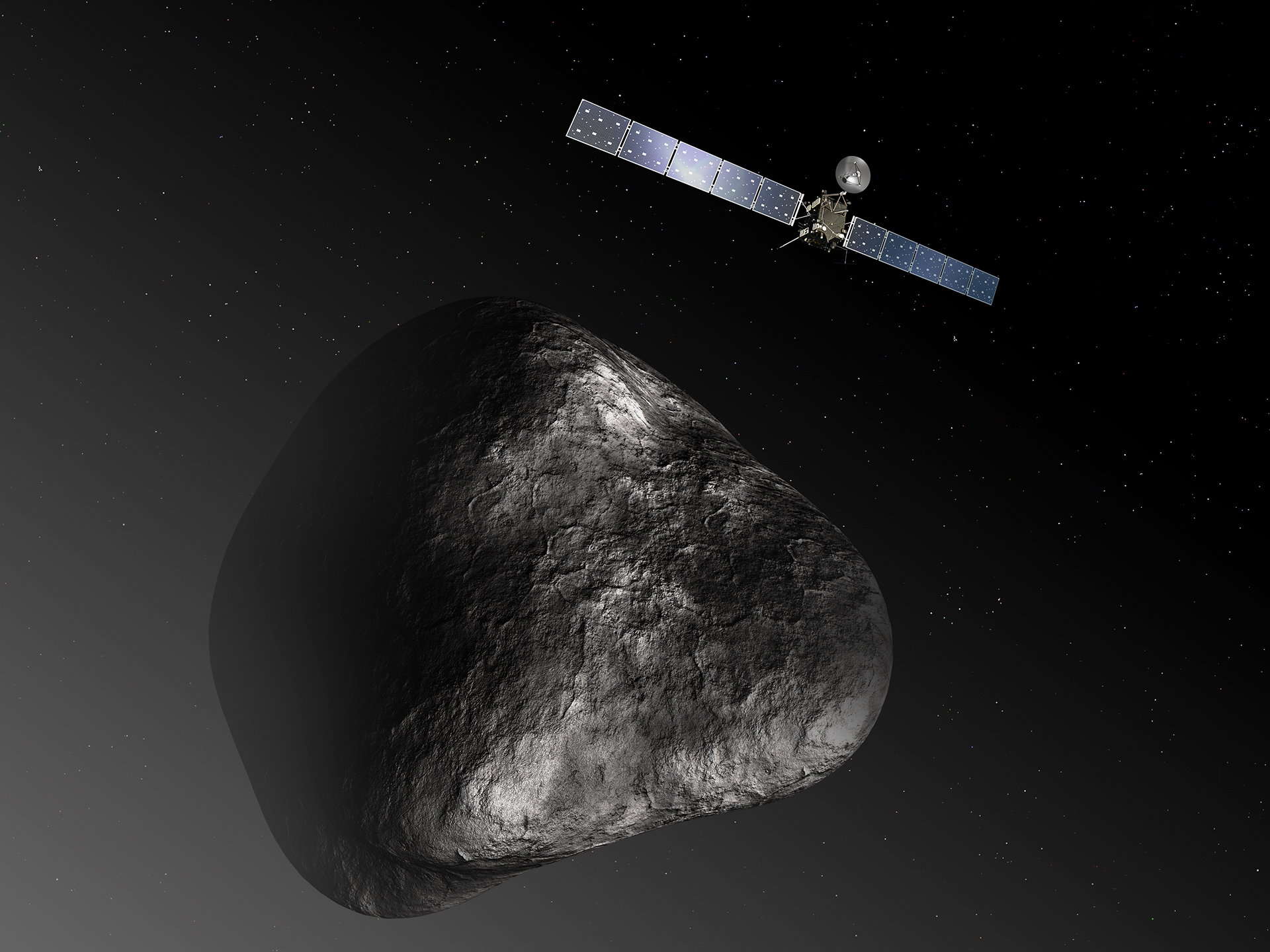
Impressió artística de Rosetta, una missió "cornerstone" (pedra angular) del programa Horizon 2000 originalment formulat a la dècada de 1980.

- Cornerstone 1 – SOHO, llançat el desembre de 1995, operatiu – Missió conjunta ESA-NASA d'observació solar que proporciona informació en temps real de pronòstics de clima espacial.[1]
- Cornerstone 1 – Cluster, llançat el juny de 1996, error – Missió d'observació terrestre utilitzant quatre naus espacials idèntiques per estudiar la magnetosfera del planeta. Va fallar el llançament.[1][2]
  - Rellançament – Cluster II, llançat el juliol i agost del 2000, operatiu – Missió de substitució reeixida.[3]
- Cornerstone 2 – XMM-Newton, llançat el desembre de 1999, operatiu – Un observatori espacial de raigs X, que estudia tota la gamma de fonts de rajos X còsmics.[4][5]
- Cornerstone 3 – Rosetta, llançat el març del 2004, finalitzat – Missió orbital de 67P/Txuriúmov-Herassimenko, estudi del cometa i la seva evolució.[6][7]
- Cornerstone 4 – Herschel, llançat el maig del 2009, finalitzat – Missió d'observatori espacial en infraroig per a l'astronomia general.[6][8]

Missions mitjanes
- Medium 1 – Huygens, llançat l'octubre de 1997, finalitzat – Mòdul de descens a Tità de la missió Cassini–Huygens; primer aterratge al sistema solar exterior.[9]
- Medium 2 – INTEGRAL, llançat a l'octubre de 2002, operatiu – Observatori espacial de rajos gamma, també capaç d'observar raigs X i les longituds d'ona visibles.[10]
- Medium 3 – Planck, llançat el maig del 2009, finalitzat – Missió de cosmologia que va cartografiar el fons còsmic de microones i les seves anisotropies.[11]

### Horizon 2000+
- Mission 1 – Gaia, llançat el desembre de 2013, operatiu – Missió d'astrometria per mesurar les posicions i distàncies de més de mil milions d'objectes de la Via Làctia.
- Mission 2 – LISA Pathfinder, llançat el desembre de 2015, finalitzat – Demostració de tecnologies per la missió d'observatori d'ones gravitatòries LISA del programa Cosmic Vision.[12][13][14]
- Mission 3 – BepiColombo, llançat l'octubre de 2018, operatiu – Missió conjunta ESA-JAXA de reconeixement de Mercuri, utilitzant dues naus espacials úniques que operen respectivament.

### Cosmic Vision
Missions classe S

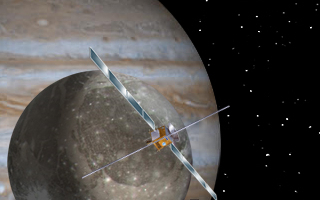
Impressió artística de Jupiter Ganymede Orbiter com a part de la missió Europa Jupiter System Mission – Laplace, que després evolucionaria cap a la missió de Cosmic Vision de classe L JUICE.

- S1 – CHEOPS, llançament a l'octubre o novembre de 2019, futur – Missió d'observatori espacial centrat en l'estudi dels exoplanetes.
- S2 – SMILE, llançament pel 2023, futur – Missió conjunta ESA-CAS d'observació terrestre, per estudiar la interacció entre la magnetosfera del planeta i el vent solar.[15]

Missions classe M
- M1 – Solar Orbiter, llançament pel febrer de 2020, futur – Missió d'observatori solar, dissenyada per fer estudis in situ del sol en un periheli de 0,28 unitats astronòmiques.
- M2 – Euclid, llançament pel juny de 2022, futur – Missió d'observatori de l'espai visible i d'infraroig proper centrat en la matèria i energia fosca.
- M3 – PLATO, llançament pel 2026, futur – Missió d'observatori espacial semblant al Kepler, dirigit a descobrir i observar exoplanetes.
- M4 – ARIEL, llançament pel 2028, futur – Missió d'observatori espacial basat amb el Planck per estudiar l'atmosfera d'exoplanetes coneguts.
- M5 – SPICA; THESEUS i EnVision, proposat – són els tres candidats a un llançament el 2032 a data de maig de 2018.[16]

Missions classe L
- L1 – JUICE, llançament pel juny de 2022, amb inserció orbital pel 2030. futur – Missió orbital de Júpiter, centrat en l'estudi dels satèl·lits galileans d'Europa, Ganímedes i Cal·listo.
- L2 – ATHENA, llançament pel 2031, futur – Missió d'observatori espacial de rajos X, dissenyada com a successora del telescopi XMM-Newton.
- L3 – LISA, llançament pel 2034, futur – la primera missió dedicada d'observatori espacial d'ones gravitationals.[17][18]

Missions classe F
- F1 - Comet Interceptor llançament pel 2028.[19]

## Living Planet Programme
Missions principals
- Earth Explorer 1 – GOCE, llançat el març del 2009, finalitzat — Missió de gravimetria, orientada per fer un mapa precís del camp gravitatori terrestre.
- Earth Explorer 5 – ADM-Aeolus, llançat l'agost de 2018, operatiu – Missió de meteorologia, formada per una nau espacial equipada per crear perfils de components eòlics globals per ajudar a un pronòstic meteorològic més avançat.
- Earth Explorer 6 – EarthCARE, llançament pel 2021, futur – Missió conjunta ESA-JAXA de meteorologia i climatologia, dirigida a la caracterització de núvols i aerosols, juntament amb mesures de radiació reflectida i emesa de la superfície terrestre.
- Earth Explorer 7 – Biomass, llançament pel 2022, futur – Missió d'ecologia, estudi del cicle del carboni i l'ecologia forestal, observant el desenvolupament dels boscos i les seves característiques.

Missions d'oportunitat
- Earth Explorer 2 – SMOS, llançat el novembre de 2009, operatiu — Missió de climatologia, centrada en l'estudi del cicle de l'aigua i el clima de la Terra.
- Earth Explorer 3 – CryoSat-2, llançat l'abril de 2010, operatiu — Missió de ciències ambientals i glaciologia, dirigida a l'estudi dels casquets polars. Rellançament reeixit de la missió fracassada CryoSat.
- Earth Explorer 4 – Swarm, llançat el novembre de 2013, operatiu — Missió de magnetosfera, duta a terme per un trio de naus espacials llançades a estudiar el camp magnètic terrestre.
- Earth Explorer 8 – FLEX, llançament pel 2023, futur – Missió de biologia, dirigida per mesura la quantitat de fluorescència de clorofil·la en la vegetació terrestre.
- Earth Explorer 9 – per ser anunciat

## Missions fora de programa

### Anteriors

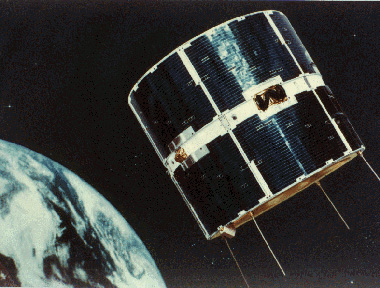
Impressió artística mostrant COS-B, la primera missió científica operada per l'ESA, llançada a l'agost de 1975.

- ARD, llançat a l'octubre de 1998 – Missió demostrativa per provar les noves tecnologies en dissenys de reentrada atmosfèrica.
- CoRoT, llançat el desembre del 2006 – Missió d'observatori espacial capçalat pelCNES per trobar exoplanetes i fer estudis d'astrosismologia.
- COS-B, llançat l'agost de 1975 – Missió d'observatori espacial de raigs gamma organitzada per l'European Space Research Organisation, un precursor de l'ESA. Va ser la primera missió llançada per l'ESA.
- CryoSat-1, llançat a l'octubre del 2005 – Missió de ciències ambientals i glaciologia, centrada a estudiar els casquets polars de la Terra. Va fallar el llançament i es va tornar a llançar com a CryoSat-2 sota el Living Planet Programme.
- Double Star, llançat desembre de 2003 i juliol de 2004 – Missió conjunta CNSA-ESA d'observació terrestre per estudiar la magnetosfera del planeta, complimentant la missió Cluster de l'Horizon 2000.
- Família de satèl·lits ECS, llançat de juny de 1983 a juliol de 1988 – Missió conjunta Eutelsat-ESA per llançar la primera generació de satèl·lits de telecomunicacions EUTELSAT.
- Envisat, llançat el març del 2002 – Missió d'observació de la Terra centrada en estudis ambientals, utilitzant el satèl·lit civil d'observació de la Terra més gran que s'ha llançat mai.
- ERS-1 i ERS-2, llançat juliol de 1991 i abril de 1995 — Primeres missions d'observació de la Terra de l'ESA.
- EURECA, llançat l'agost de 1992 — Missió de proves de microgravetat amb una quinzena d'instruments de diverses administracions espacials nacionals europees.
- EXOSAT, llançat el maig de 1983 – Primera missió d'observatori espacial de raigs X de l'ESA.
- GEOS-1 i GEOS-2, llançat l'abril de 1977 i juliol de 1978 — Missió magnetosfèriques de reconeixement, que consisteix en càrregues útils experimentals de diverses administracions espacials nacionals europees.
- Giotto, llançat el juliol de 1985 – Primera missió interplanetària de l'ESA, dirigida a realitzar el primer sobrevol a un cometa, del Cometa de Halley. Part de l'Armada Halley.
- GIOVE-A, llançat el desembre del 2005 – Missió demostrativa de tecnologies pel sistema de navegació per satèl·lit Galileo.
- Hipparcos, llançat l'agost de 1989 – Primera missió d'astrometria de la història, dissenyada per catalogar 118.200 estrelles al Catàleg Hipparcos epònim, publicat el 1997.
- ISEE-2, llançat l'octubre de 1977 – Part de l'ESA del International Sun-Earth Explorer de la sèrie d'observacions magnetosfèriques conjuntes de la NASA-ESA.
- ISO, llançat el novembre de 1995 – Missió d'observatori espacial infraroig per a astronomia general.
- IXV, llançat el febrer de 2015 – Vehicle de reentrada suborbital experimental; missió demostrativa de llançadors reutilitzables.
- IUE, llançat el gener de 1978 – Missió conjunta NASA-ESA-SERC d'observatori espacial ultraviolat per a astronomia general.
- Família de satèl·lits MARECS, llançat de desembre de 1981 a novembre de 1984 – Programa conjunt Inmarsat-ESA que va llançar un duet de satèl·lits per crear una xarxa de comunicacions marítimes globals. MARECS B va fallar en el llançament.
- Olympus, llançat juliol de 1989 – missió de telecomunicacions pionera en els transmissors d'alta potència, tecnologia feix multi-punt de banda Ka i commutació a bord.
- OTS-1 i OTS-2, llançat el setembre de 1977 i maig de 1978 – Missió demostrativa com a sistema de satèl·lit de comunicacions geoestacionari. OTS-1 es va perdre en un error de llançament.
- SSETI Express, llançat a l'octubre del 2005 – Missió demostrativa d'estudiants, patrocinada per la ESA Education Office, que va llançar tres CubeSats per fer fotos de la Terra i servir de transponedor de ràdio.
- Schiaparelli, llançat el març de 2016 – Missió demostrativa per a les tecnologies d'aterratge dissenyades per a la plataforma de superfície ExoMars. Va fallar en aterrar a Mart.
- SMART-1, llançat el setembre de 2003 – Missió demostrativa de propulsió elèctrica solar, manifestant-se en una missió d'orbitador lunar transportant instruments miniaturitzats de baix cost.
- Ulysses, llançat a l'octubre de 1990 – Missió conjunta NASA-ESA d'observatori solar, emprant una nau espacial en una òrbita polar heliocèntrica.
- Venus Express, llançat el novembre del 2005 – Missió d'orbitador de Venus, centrat en l'estudi i observació a llarg termini de l'atmosfera des de l'òrbita citocèntrica polar.
- YES2, llançat el setembre del 2007 – Missió demostrativa d'estudiants, patrocinada per la ESA Education Office, que va desplegar una constel·lació de satèl·lits captius de 31,7 km. Error parcial del llançament.
- Meteosat (primera generació), llançat de novembre de 1977 a setembre de 1997 – Missió conjunta EUMETSAT-ESA de meteorologia que consta de set satèl·lits geoestacionaris llançats durant un període de vint anys. La reorbitació del Meteosat-7 es va iniciar el 3 d'abril de 2017.
- GIOVE-B, llançat a l'abril del 2008 –Segona missió demostrativa de tecnologies de prova del sistema de navegació per satèl·lit Galileo. Donat de baixa el 2012.

### Actuals

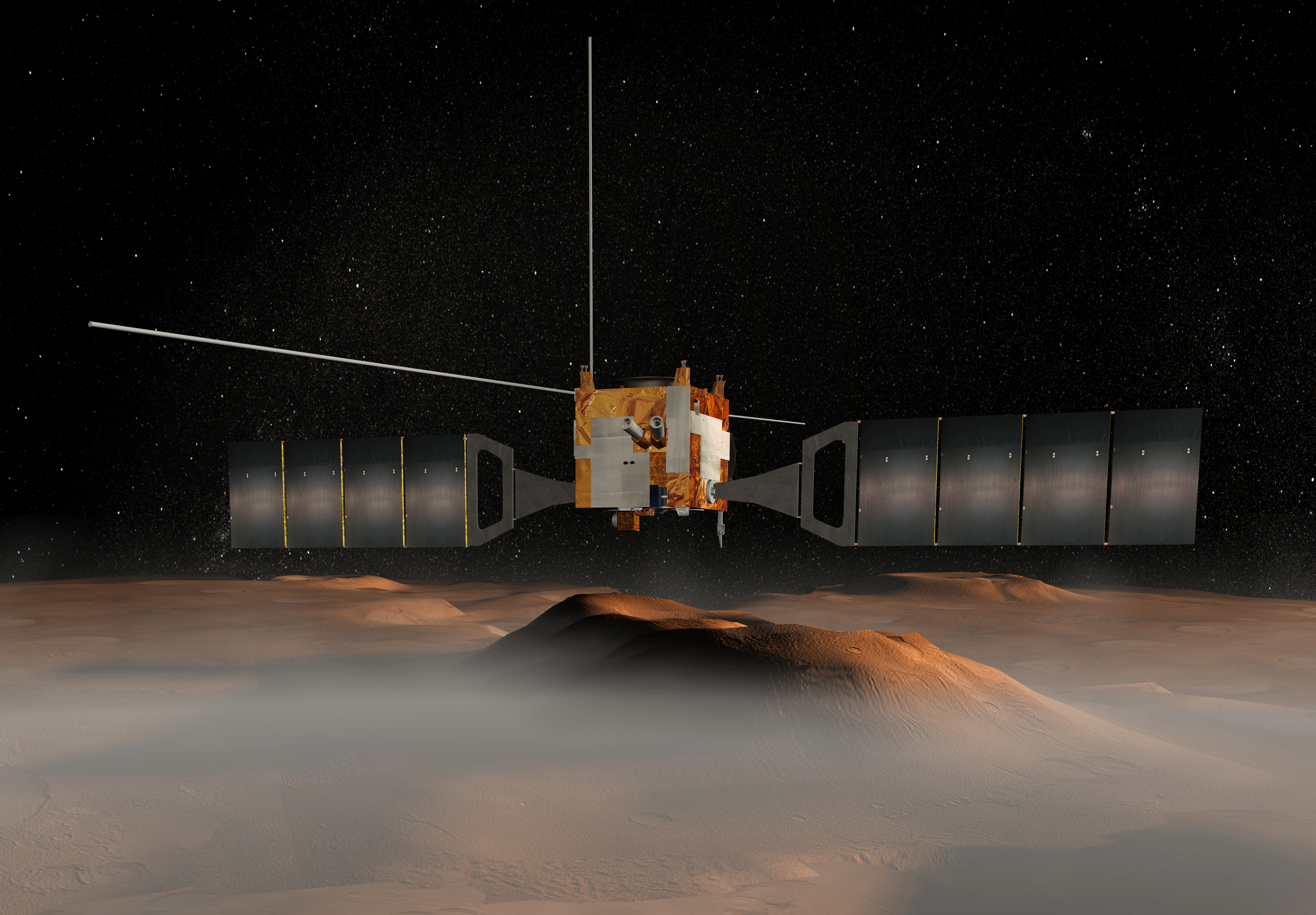
Impressió artística mostrant la nau Mars Express, la primera missió de l'ESA en orbitar un altre planeta, encara operativa.

- Alphasat, llançat juliol de 2013 – Missió conjunta Inmarsat-ESA per llançar un satèl·lit de comunicacions avançat geoestacionari per servir Àfrica, Àsia i Europa; el més gran mai fabricat a Europa.
- Artemis, llançat el juliol del 2001 – Missió de telecomunicacions. La propietat de la nau espacial va ser cedida a Avanti el gener del 2014.
- EDRS, llançat de gener de 2016 a 2017 – Xarxa de comunicació òptica geosíncrona consistent en una constel·lació de dos satèl·lits, EDRS-A i EDRS-C.
- Galileo, llançat d'octubre de 2011 en endavant – Projecte de geodèsia conjunt de l'ESA-GSA per crear un sistema de navegació global per satèl·lit independent del GLONASS rus, BeiDou xinès i GPS estatunidenc.
- Hubble, llançat l'abril de 1990 – Missió conjunta NASA-ESA-STScl d'observatori espacial, realitzat per un telescopi proper a l'ultraviolat, visible i proper a l'infraroig.
- Mars Express, llançat el juny del 2003 – Missió d'orbitador de Mart centrat a observar el planeta mitjançant imatges d'alta resolució i a realitzar investigacions sobre la interacció del planeta amb el sistema solar.
- MSG, llançat de gener de 2004 al juliol de 2015 – Missió conjunta EUMETSAT-ESA de meteorologia per llançar la segona generació de satèl·lits Meteosat, dels quals quatre es van llançar durant uns onze anys.
- MetOp (primera generació), llançat de l'octubre de 2006 al 2018 – Missió conjunta EUMETSAT-ESA de missió de meteorologia operacional format per tres satèl·lits llançats durant un període de dotze anys.
- PROBA-1, llançat l'octubre de 2001 – Microsatèl·lit d'observació terrestra i missió demostrativa de tecnologia en òrbita terrestre baixa amb nous instruments.
- PROBA-2, llançat el novembre del 2009 – Missió de demostració de tecnologia de microsatèl·lits terrestres i d'òrbita de la Terra baixa, que serveix com a segon vol de la sèrie Proba.
- PROBA-V, llançat el maig de 2013 – Missió d'observació terrestre amb microsatèl·lits centrada en el mapeig de la cobertura terrestre i el creixement de vegetació en cicles bi-diaris; la tercera missió de la sèrie Proba.
- Família de satèl·lits Sentinel, llançat des de l'abril de 2014 en endavant – Suite de missions d'observació de la Terra que serveixen com a contribució de l'ESA al Programa Copernicus de la Comissió Europea.
- Trace Gas Orbiter, llançat el març de 2016 – Component orbitador de la missió d'astrobiologia de Mart ExoMars, centrat a observar metà a l'atmosfera del planeta per obtenir pistes sobre el passat o el present de vida a Mart.

### Pròximes

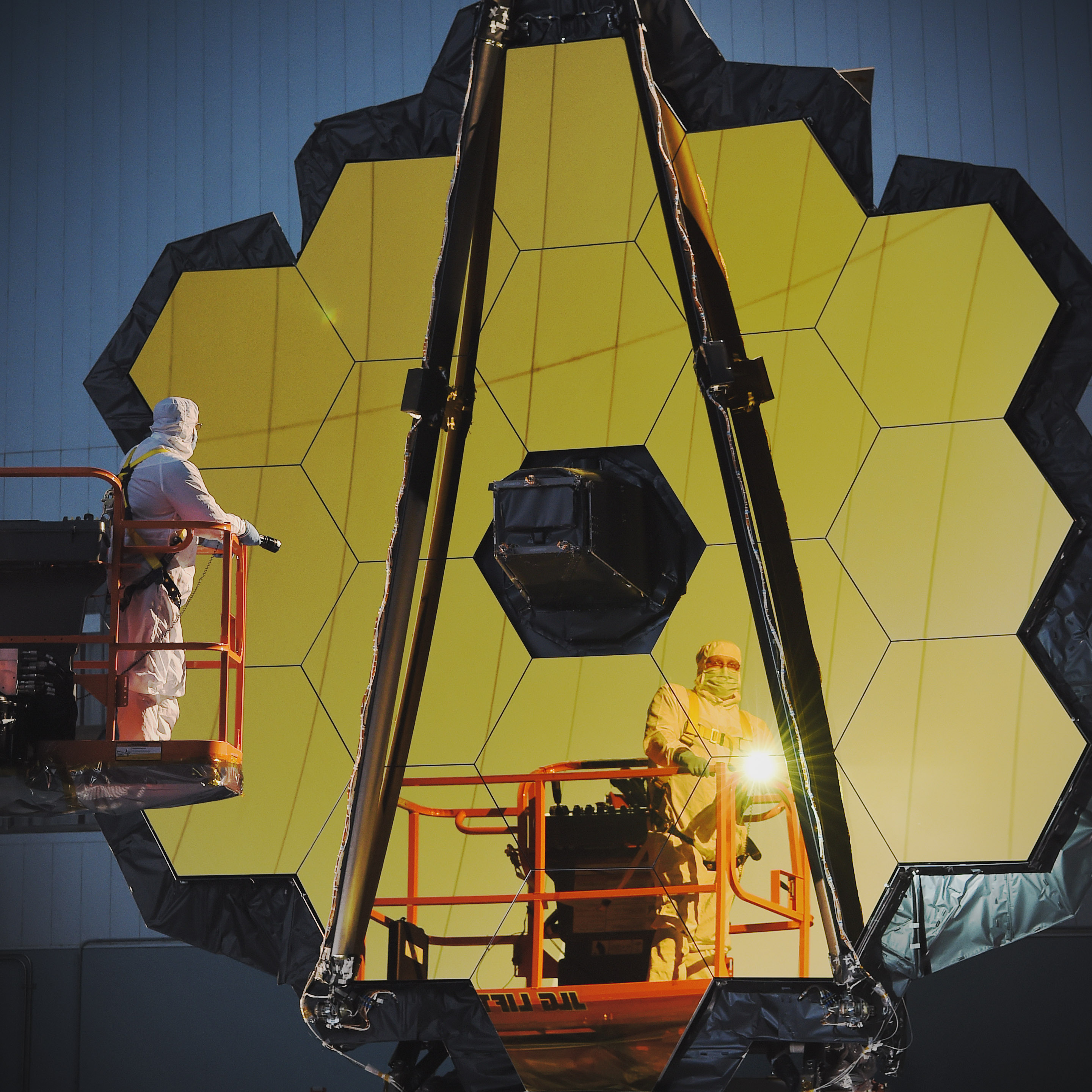
Mirall primari del Telescopi Espacial James Webb, planificat pel llançament el 2021, sota fase d'avaluació.

- Electra, llançament pel juliol de 2021 – Missió conjunta ESA-SES de telecomunicacions, utilitzant una nau espacial amb propulsió elèctrica.
- Astromòbil Rosalind Franklin, llançament pel juliol de 2020 – Component de l'ESA de la missió conjunta Roscosmos-ESA ExoMars 2020 de mòdul de descens a Mart. Està previst que sigui el primer astromòbil marcià europeu.
- Telescopi Espacial James Webb, llançament per la primavera de 2021 – Missió conjunta NASA-ESA-CSA d'observatori espacial infraroig per a l'astronomia general i cosmologia.
- MetOp-SG, llançament ~2021 en endavant – Missió conjunta EUMETSAT-ESA de meteorologia operativa, llançament de la segona generació de satèl·lits MetOp, de les quals es llançarà una constel·lació de sis satèl·lits.
- MTG, llançament pel ~2020 — Missió conjunta EUMETSAT-ESA de meteorologia operativa per llançar la tercera generació de satèl·lits Meteosat.
- PROBA-3, llançament pel ~2020 – Missió d'observació solar i demostració de microsatèl·lits volant en formació, que serveix com a quart vol de la sèrie Proba.

### Proposades
- AIDA, llançament proposat a l'octubre del 2020 i al juliol del 2021 – Missió conjunta NASA-ESA de prova de desviació d'asteroide, dirigit a estudiar els efectes d'un impacte amb un asteroides, amb la lluna de 65803 Didymos com a objectiu.
- LOFT – Missió d'observatori espacial de raigs X centrat en l'estudi d'objectes d'alta massa com ara forats negres i estrelles de neutrons. Finalista per a M3 al programa Cosmic Vision, però va perdre contra PLATO.
- Lunar Lander, proposta de llançament el 2018 – Missió de demostració dirigida a provar noves tecnologies en l'allunatge, incloses redireccions autònomes. Projecte suspès a causa de la manca de suport financer a partir del 2012.
- Marco Polo – una missió de retorn de mostres centrat a recollir i retornar una mostra d'un objecte proper a la Terra. Proposat per a missions M1, M2, M3, M4 i M5 del programa Cosmic Vision, des de llavors ha estat rebutjat les cinc vegades.
- ODINUS – Missió orbital dual d'Urà i Neptú. Proposat per a missions L2 i L3 del programa Cosmic Vision, però eliminat ambdues vegades.
- STE-QUEST – Missió de demostració en astrofísica centrada a provar el principi d'equivalència. Finalista per a M3 del programa Cosmic Vision, però va perdre contra PLATO.

### Cancel·lades
- Darwin – Proposta de missió de ciència exoplanetària centrada en la detecció directa d'exoplanetes anàlegs a la Terra. Proposta com a pedra angular pel programa Horizon 2000+, però abandonat el 2007.
- Don Quijote – Concepte per a missió demostrativa, proves de tecnologies en desviació d'asteroides. Abandonat després de la falta d'interès per part de l'ESA.
- EChO – Missió d'observatori espacial dirigida a la ciència exoplanetària, utilitzant observacions espectroscòpiques de gran resolució i de longitud d'ona. Finalista de M3 al programa Cosmic Vision, però va perdre vers PLATO. Va ser succeït per ARIEL com a missió de M4.
- Eddington – Concepte com a missió d'astrosismologia dissenyat per detectar exoplanetes. Va ser cancel·lat el 2003.
- EXPERT – Concepte per a un vehicle d'entrada hipersònic volador en col·laboració amb Roscosmos. Es va ajornar indefinidament el 2012, a causa de la retirada de Roscosmos del projecte.
- Hermes – Proposta de programa de vol espacial tripulat centrat en un avió espacial reutilitzable dissenyat per CNES. Projecte cancel·lat el 1992 per dificultats per assolir objectius financers i científics.
- Hopper – Concepte successor de Hermes. Es va cancel·lar el 2005 per falta d'interès.